# Keizō Kanie
Keizo Kanie (蟹 江 敬 三 Kanie Keizo, 28 de octubre de 1944 - 30 de marzo de 2014) es un actor japonés. Ganó el premio al mejor actor de reparto en la 1 ª Festival de Cine de Yokohama por Angel Guts: Red Classroom y Jūkyūsai no Chizu y en el 12 º Festival de Cine de Yokohama por Ware ni utsu yoi ari y Boku to, bokura no natsu. murió el 30 de marzo de 2014, de cáncer de estómago a la edad de 69.

## Filmografía

### Cine
- Brother and Sister (1976)
- Angel Guts: Red Classroom (1979)
- Jūkyūsai no Chizu (1979)
- Fall Guy (1982)
- Farewell to the Land (1982)
- Yaju-deka (1982)
- Sukeban Deka The Movie (1987)
- A Chaos of Flowers (1988)
- Boku to, bokura no natsu (1990)
- Ware ni utsu yoi ari (1990)
- Crest of Betrayal (1994)
- Onihei Hankachō (1995)

### Televisión
- Shadow Warriors III (1983) as Toramaro
- Galileo (2008)
- Ryōmaden (2010)
- Amachan (2013)